# Dawid Drachal
Dawid Drachal (* 31. Januar 2005 in Radom) ist ein polnischer Fußballspieler, der hauptsächlich als Mittelfeldspieler für Raków Częstochowa in der Ekstraklasa spielt.

## Karriere

### Verein
Dawid Drachal begann das Fußballspielen im Verein bei RKP 1926 Broń Radom und Ajax Radom. 2019 wechselte er in die Jugendabteilung von Escola Varsovia Warszawa und blieb bis 2022 im Verein.
Seine ersten Einsätze im Männerbereich machte er mit dem Wechsel zu Miedź Legnica im Jahr 2022. Sein Debüt für Miedź Legnica II macht er am 3. September 2022 beim Auswärtsspiel gegen Górnik Zabrze II in der vierthöchsten Spielklasse Polens. Für die erste Mannschaft von Miedź Legnica kam er zum ersten Mal am 13. Februar 2023 gegen Warta Posen, in der Ekstraklasa, zum Einsatz.
Im Jahr 2023 setzte er seine Profikarriere bei Raków Częstochowa fort. Seinen ersten Einsatz für Raków Częstochowa machte er am 19. August 2023 gegen FKS Stal Mielec, welches Raków 2:0 gewann. Seinen ersten „lupenreinen“ Hattrick für Raków erzielte er am 24. September 2023 beim Auswärtsspiel gegen Ruch Chorzów, welches Raków Częstochowa mit 5:3 gewann. Er erzielte hierbei das 1:1, 1:2 und 1:3.

### Nationalmannschaft
Dawid war 2023 Teil der Polen U18. Außerdem kam er für die U17 Polens zu acht Einsätzen zwischen 2021 und 2022.
Seit September 2023 ist er Teil der Polen U19.